# Сльота Іван Михайлович
Сльота Іван Михайлович (нар. 3 грудня 1937, с. Яснозір'я, Черкаський район, Черкаська область — пом. 28 липня 2014 р.) — український хоровий диригент.  Народний артист Української РСР (1979), художній керівник і головний диригент Поліського державного ансамблю пісні і танцю «Льонок», автор численних поетичних та музичних збірок. Професор Житомирського державного університету ім. І. Франка. Почесний громадянин міста Житомира (2006).
Член Національної спілки письменників України та Всеукраїнської національної музичної спілки.

## Біографія

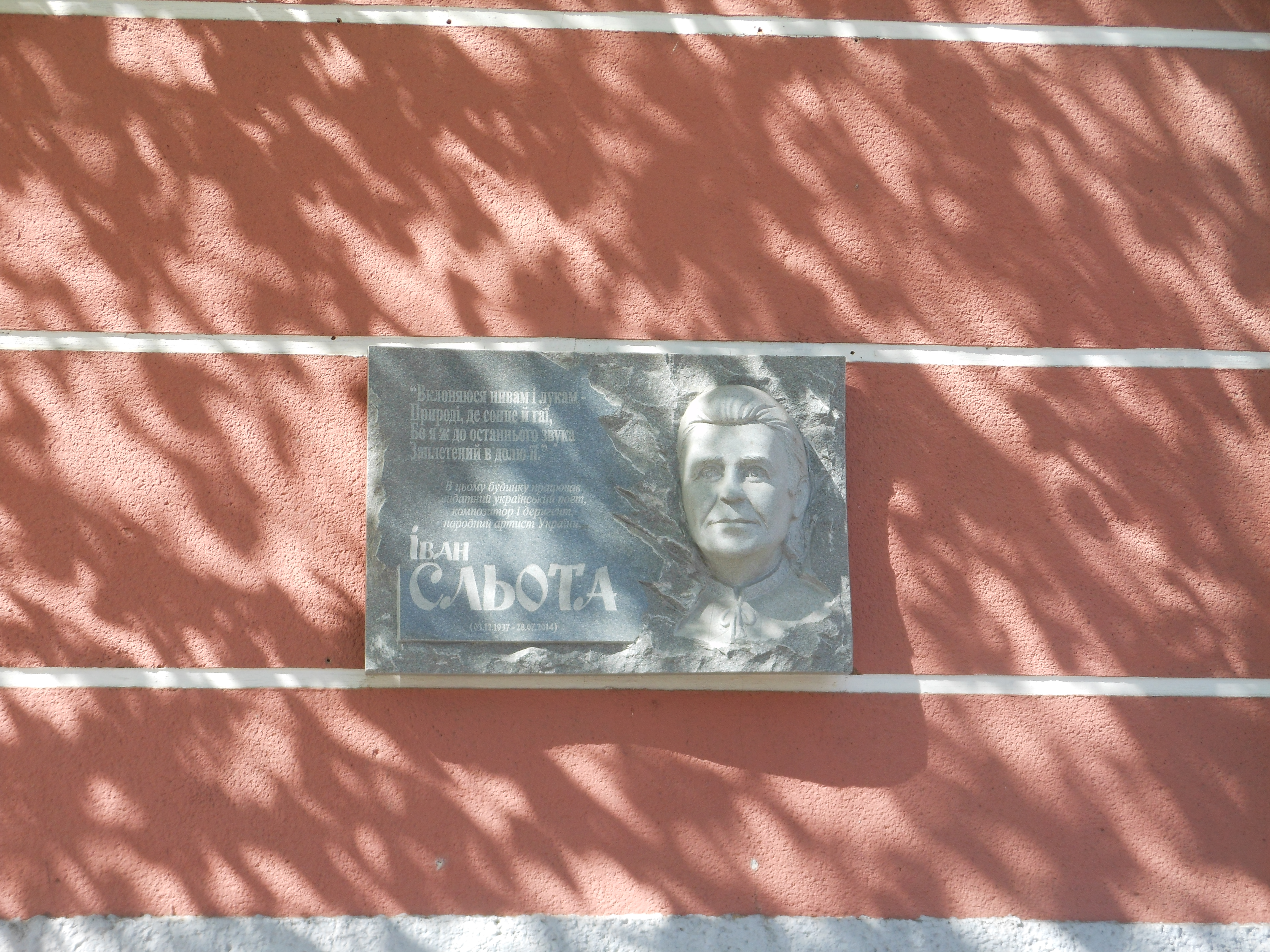
Пам'ятний знак Івану Сльоті на будинку Житомирського академічного обласного театру (вул. Михайлівська 7)

Працював на Черкаському машбудзаводі. Два роки заготовляв ліс в Архангельській області, щоб заробити гроші на давно омріяний баян. 1956 повернувся додому і взявся організовувати художню самодіяльність у сусідньому селі Кумейки.
Армійську службу проходив в Одесі. Закінчив Одеську вечірню середню школу, згодом Одеське музичне училище (клас баяна).
Випускник Одеської державної консерваторії імені А. Нежданової (1970; з класу баяна — за порадою Анатолія Авдієвського — перевівся на хорове відділення, клас Алли Серебрі). Після закінчення консерваторії переїхав у Житомир. Відтоді — незмінний керівник Поліського ансамблю пісні і танцю «Льонок».
З 1990 викладав у Житомирському державному університеті ім. І. Франка.
Автор відомих у народі пісень («А льон цвіте», «Не згорає зоря», «Ти мене замани», «Купавушка», «Батьківська хата», «Ой хотіла мене мати» та інші).
Мелодія пісні «У Поліськім краї» (на вірші Г.Столярчука) стала позивними Житомирського обласного радіо.

## Вшанування
• Погруддя в м. Житомир ( сквер, вул. Шевченка, червень 2024 р.)
- Кавалер ордена князя Ярослава Мудрого V ступеня (2017).[2]

- Нагороджений всіма трьома ступенями ордена «За заслуги».

- Пам'ятна меморіальна дошка в Житомирі.[3]

- 19 лютого 2016 року одна з перейменованих вулиць Житомира названа на честь Івана Сльоти.

- Почесний громадянин міста Житомира.

- Пам'ятна дошка в рідному селі Яснозір'я.[4]